# امامزاده پیرابوالحسن
امامزاده پیرابوالحسن، روستایی در دهستان ابوالحیات بخش کوهمره شهرستان کوه‌چنار در استان فارس ایران است.

## پیشینه نام
علت شکل گیری و نامگذاری این روستا، به دلیل وجود بقعه متبرکه امامزاده سراج الدین محمد (پیرابوالحسن) است.

## جمعیت
بر پایه سرشماری عمومی نفوس و مسکن در سال ۱۳۹۵، جمعیت این روستا برابر با ۵۳۰ نفر (۱۴۱ خانوار) بوده است.